# Призма Номарского

Схематическое изображение призмы Номарского. Неполяризованный свет входит слева, и две поляризации (обычная и необыкновенная поляризация) разделяются. Сама призма состоит из двух кристаллов с двойным лучепреломлением, склеенных клеем, например канадским бальзамом.

Призма Номарского — это модификация призмы Волластона, которая используется в дифференциальной интерференционной контрастной микроскопии. Она назван в честь его изобретателя, польского и натурализованного французского физика Жоржа Номарски. Как и призма Волластона, призма Номарского состоит из двух клиньев двулучепреломляющих кристаллов (например, кварца или кальцита), скрепленных вместе в гипотенузе (например, канадским бальзамом). Один из клиньев идентичен обычному клину Волластона, и его оптическая ось ориентирована параллельно поверхности призмы. Второй клин призмы модифицируется путем разрезания кристалла таким образом, чтобы оптическая ось была ориентирована под углом по отношению к плоской поверхности призмы. Модификация Номарского заставляет световые лучи попадать в точку фокусировки за пределами тела призмы и обеспечивает большую гибкость, так что при настройке микроскопа призма может активно фокусироваться.